# کلرید تکنسیم (IV)
کلرید تکنسیم(IV) (به انگلیسی: Technetium(IV) chloride) با فرمول شیمیایی TcCl۴ یک ترکیب شیمیایی است. که جرم مولی آن ۲۳۹٫۷۱۸ g/mol می‌باشد. 